# Torrent de la Baga de la Corriola
El torrent de la Baga de la Corriola és un torrent que discorre pel terme municipal de Monistrol de Calders, de la comarca del Moianès.
Es forma al sud-oest de la masia del Bosc, als Camps del Francesc, al nord-est del Serrat del Feliu. Des d'aquell lloc davalla cap al nord-oest, el primer tram molt marcadament cap al nord, després cap a ponent, més tard altre cop cap al nord i, finalment, cap al nord-oest, per abocar-se en el Torrent de Bellveí als Fondos de Mas Pujol. Poc abans ha rebut per l'esquerra l'afluència del torrent de Mussarra.